# Homoeomma stradlingi
Homoeomma stradlingi är en spindelart som beskrevs av O. Pickard-Cambridge 1881. Homoeomma stradlingi ingår i släktet Homoeomma och familjen fågelspindlar. Inga underarter finns listade i Catalogue of Life.